# Chapdeuil
 Chapdeuil  (en occitano Lo Chapduelh) es una población y comuna francesa, situada en la región de Aquitania, departamento de Dordoña, en el distrito de Périgueux y cantón de Montagrier.

## Demografía
| 170 | 162 | 139 | 133 | 124 | 111 |
| Para los censos de 1962 a 1999 la población legal corresponde a la población sin duplicidades (Fuente: INSEE [Consultar]) |     |     |     |     |     |